# ラントブロート

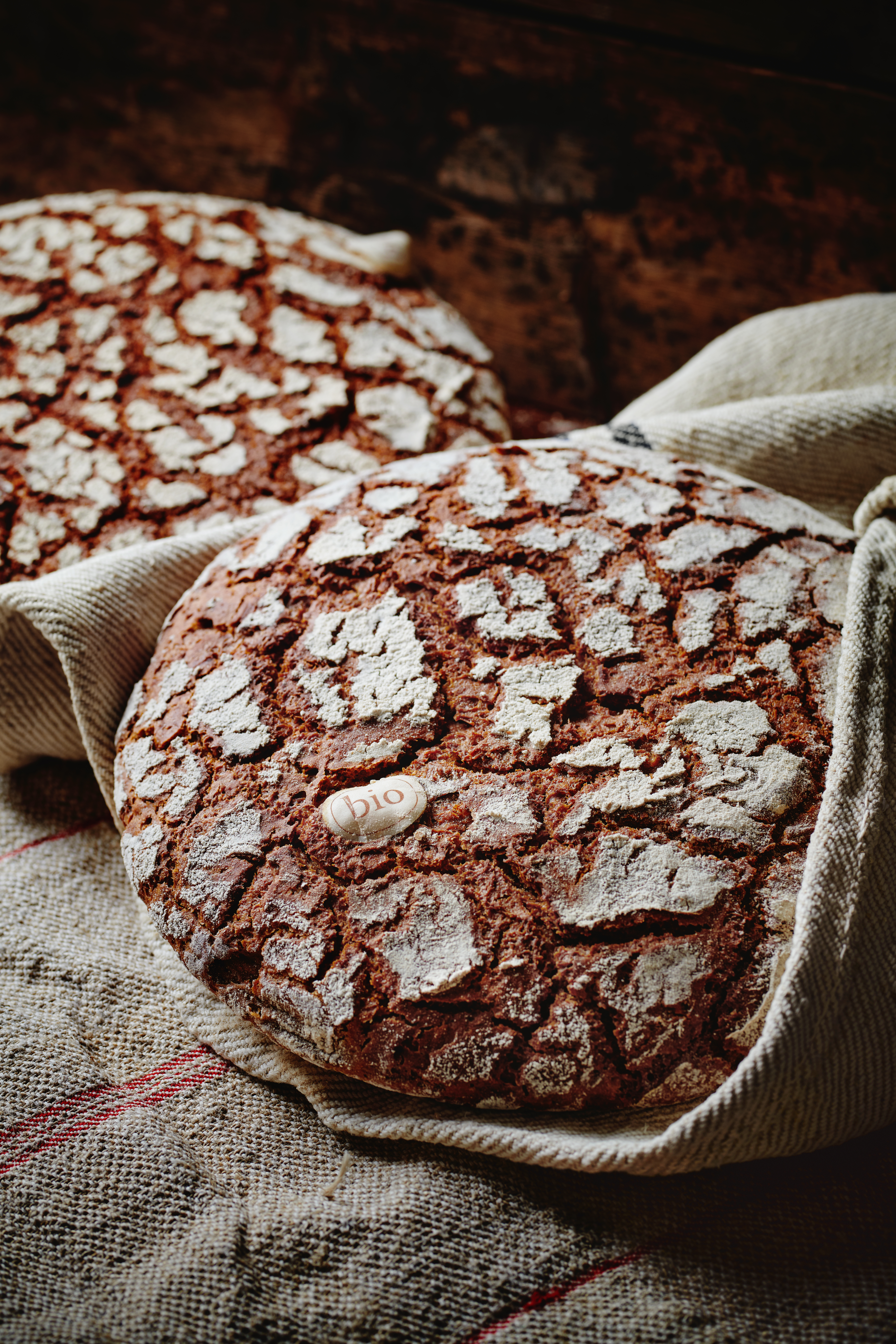
ラントブロートの例

ラントブロート（ドイツ語: Landbrot）はドイツのパン。日本語では田舎パンと紹介される。

## 概要
ドイツの全土で食べられており、同様にドイツ全土で食べられているパンにバウアンブロート（ドイツ語: Bauernbrot、農夫パン、農家パン）があるが、ラントブロートとバウアンブロートとを外観で区別することは困難であり、古くからラントブロートと呼ばれていたパンがラントブロートであるとしか言いようがない。
使用するライ麦粉と小麦粉の比率についても、各製造業者や製造販売店、地方によって異なり、ライ麦パンであるロッゲンブロートであったり、小麦粉が混ざるロッゲンミッシュブロートであったり、小麦粉のほうが比率が高いヴァイツェンミッシュブロートであったりする。
ドイツ製パン職人組合の「指導要綱（Richtlinie）」では、地名の付いたブロートの名称は地理的表示による制約ではなく、「属名（Gattungsbezeichnung」であって、製造や販売において制約はない。知名度の高いラントブロート（もしくはバウアンブロート）はロッゲンやヴァイツェンといった穀物の種類名を伴わずに地名単独の表示で販売することが可能である。ただし、名称に「真の・本物の（echt）」または「本物の・独自の（original）」と付ける場合には、その地名を持つ地域内で製造されている必要がある。

## ラントブロートの例
地方名がついたラントブロートが古くから存在している。
- シュヴァルツヴァルト - シュヴァルツヴェルダー・ラントブロート（Schwarzwälder Landbrot）
分類としてはヴァイツェンブロート[2]もしくはヴァイツェンミッシュブロート。
- バイエルン - （Bayrisches Landbrot）
- ベルリン - ベルリーナー・ラントブロート（Berliner Landbrot）
日本では「ドイツのライ麦パン」として知られる代表的なパンである[3]。分類としてはロッゲンブロートもしくはロッゲンミッシュブロート[3]。
楕円形のものが多く、表面が割れたりカゴの模様をつける[3]。
- レーン山地（ドイツ語版） - レーナー・ラントブロート（Rhöner Landbrot）
- ポンメルン - （Pommersches Landbrot）
- ヴェスターヴァルト - ヴェスターヴァルター・ラントブロート（Westerzwälder Landbrot）
- シレジア - （Schlesisches Landbrot）
- ホルシュタイン - ホルシュタイナー・ラントブロート（Holsteiner Landbrot）
- ラウエンブルク - ラウエンブルガー・ラントブロート（Lauenburger Landbrot）
- パーダーボルン - パーダーボルナー・ラントブロート（ドイツ語版）（Paderborner Landbrot）
分類としてはロッゲンミッシュブロート。